# 邦德峰
72°11′S 25°34′E / 72.183°S 25.567°E
邦德峰（英語：Bond Peaks），是南極洲的山峰，位於毛德皇后地的朗希爾德公主海岸，處於貝格森山西南面，屬於南龍達訥山脈的一部分，海拔高度3,180米，現時由南極條約體系管理。

## 外部連結
- 本条目引用的公有领域材料来自美国地质调查局的文档《邦德峰》 （資料來自地名信息系统）。